# Simon Stanley
Simon Carl Stanley (12. december 1703 i København – 17. februar 1761 sammesteds) var en dansk billedhugger født af engelske forældre.

## I England
Da han som dreng viste lyst til tegning og træskæring, sattes han i lære hos hofbilledhugger Johan Christopher Sturmberg. I sin læretid udførte han blandt andet to engle på gehejmeråd Otte Krabbes gravmæle i Roskilde Domkirke samt gjorde en del stukdekorationer på Fredensborg Slot. For at uddanne sig yderligere drog han siden udenlands, besøgte flere byer i Tyskland og rejste derpå til Amsterdam, hvor han søgte undervisning hos Jan van Luchtern. I 1727 rejste han til England og fik i London arbejde hos billedhuggerne Laurent Delvaux fra Gent og Pieter Scheemaeckers fra Antwerpen, hvilken sidste også havde hørt til Sturmbergs elever. Senere fik Stanley sin selvstændige virksomhed og besørgede blandt andet udsmykningen af Lord Wilmingtons lystslot i Sussex, ligesom han også udførte nogle større gravmæler. I de 20 år, Stanley i alt blev i England, havde han to gange indgået ægteskab. Hans første hustru, Anna født Allen, en forpagterdatter fra Sussex, hvem han havde ægtet i 1730, var død efter fem års ægteskab, og han havde derpå i 1737 giftet sig med en præstedatter fra Hannover, Magdalene Margrethe Lindemann, der blev moder til to sønner, af hvilke den ene er billedhuggeren Carl Frederik Stanley.
Af arbejder skal nævnes stukudsmykninger på Compton Place, Eastbourne, 1728–29; Langley Park, Norfolk, ca. 1740; i Radcliffe Camera, Oxford, 1744; Oakover, Staffordshire, og Kirtlington, Oxfordshire, 1745, samt gravmæler over Thomas Maynard i Hoxne, Suffolk, 1742, Humphry Smith i Ely, ca. 1744 og William Maynard, Essex, 1746.

## Tilbage i Danmark
Stanley havde næppe tænkt på nogen sinde at vende tilbage til Danmark, men gennem en udtalelse af en værkstedskammerat hos Scheemaeckers, den danskfødte billedhugger Asmus Frauen, vides det, at Stanley i 1739 havde ytret ønske om at få arbejde hos Louis-Augustin le Clerc i København.
I 1743 gentog han sit ønske over for en bekendt fra København, kommandørkaptajn Gerner, der besøgte London, og Gerner nævnte for sin foresatte, at den danskfødte billedhugger "besad stor habilité i det engelske bilthuggeris profession". Gerner udviklede efter sin hjemkomst gennem grev Danneskiold, at kong Christian VI indkaldte Stanley og sendte ham rejsepenge. Just som denne stod i begreb med at forlade London, kom efterretningen om kongens død; men han rejste alligevel af sted og blev efter sin ankomst til København nådigt modtaget af kong Frederik V, der tildelte kunstneren en årlig pension, gav ham løfte om pladsen som flådebilledhugger efter Just Wiedewelt, hvilken Stanley fik 1746, samt lod ham anvise en marmorblok, for at han deraf kunne forfærdige en prøve på sin kunst. Stanley gjorde nu en lille gruppe: Vertumnus, Pomona og Amor (1749), et sirligt rokokokabinetsstykke, der straks købtes til Kunstkammeret (nu i Aalborg Museum). Kongen fandt et sådant behag i dette arbejde, at han bestilte en tilsvarende gruppe: Venus, Adonis og Amor (nu i Marmorhaven, Fredensborg Slot). Han var i mellemtiden (1747) blevet optaget i den københavnske frimurerloge Zorobabel.

### Hofbilledhugger og professor
Af Stanleys øvrige statuer kunne nævnes en Ceres og en Diana (1757) i Fredensborg Marmorhave og Park samt en Flora, bestemt til Rosenborg Have. Desuden udførte han en Ganymedes med ørnen, på hvilket arbejde han i 1752 optoges som medlem af det gamle Kunstakademi; da dette to år senere reorganiseredes, blev han en af dets professorer. Det største enkeltprojekt hvad angår billedhuggervirksomhed var nok hans andel i skabelsen af Historisk og Genealogisk Peripatetisk Akademi, som Johan Ludvig Holstein i 1750'erne (1756-1757) lod indrette i den østlige del af parken til Ledreborg (Dyrehaven). Her udførte Stanley et større, men i dag uoplyst, antal statuer og buster af danske og norske regenter og nordiske gudeskikkelser, der tillige med et antal obelisker gav en fortælling om den samlede danske og norske kongerække. I det 21. århundrede er der endnu bevaret to buster (af Olav den Hellige og Knud Lavard) og to statuer af henholdsvis Margrete 1. og Knud den Store der dog for begges vedkommende er i varierende grad af forvitring. Han har endvidere udført et par gravmæler og har vel også frembragt flere statuer end de ovennævnte, men mest synes han i sin egenskab af hofbilledhugger (1755) at være blevet benyttet til sådanne ting som f.eks. at udføre malerirammer og modellere dekorationerne på de kongelige vogne og på Akademiets store forgyldte lænestol.
I sine sidste leveår var Stanley knyttet til Jacob Fortlings fajancefabrik på Kastrup Værk 1754-61. Fra omkring 1753 var han desuden knyttet til den ældste danske porcelænsfabrik ved Blåtårn. Han leverede dennes indehaver, J.G. Mehlhorn, forskellige modeller, og da Louis Fournier, der havde gjort sine første forsøg i Stanleys Gård på Christianshavn, i 1760 overtog fabrikken, havde han opsynet med dens virksomhed. Længe indtog han dog ikke denne stilling, da han døde 17. februar 1761. Han var også tilsynsførende med leverancerne af marmor fra Norge.

## Vurdring af hans kunst
Mens Stanley, at dømme efter hans få bevarede arbejder, som kunstner ikke når ud over det middelmådige, må han, i følge sin levnedsskildrer Büsching, fortjene det bedste skudsmål som menneske. Han har ikke blot været en mand med et elskværdigt og belevent væsen, der skaffede ham hans samtidiges "Agtelse og Kjærlighed", men har i en sjælden grad været udrustet med talenter. Han var meget musikalsk, sang og spillede smukt. Desuden skrev han digte, og efter sin hjemkomst og til sin død beskæftigede han sig med at oversætte engelske religiøse skrifter, blandt andet af Fielding og Doddrige, oversættelser, der rostes for deres smukke danske sprog. Hans portræt, malet af John Giles Eccardt, tilhører Kunstakademiet.
Han er begravet i krypten under Christians Kirke.

## Fodnoter
1. ↑  På én af de bevarede obelisker i Historisk og Genealogisk Peripatetisk Akademi findes også et mindre relief af Harald Blåtand, men hvorvidt Stanley har haft noget med tilblivelsen af dette relief at gøre, er ikke oplyst.